# كاشميرا شاه
كاشميرا شاه هي عارضة وممثلة هندية، ولدت في 2 ديسمبر 1970 بمومباي في الهند.

## وصلات خارجية
- كاشميرا شاه على موقع IMDb (الإنجليزية)
- كاشميرا شاه على موقع قاعدة بيانات الفيلم (الإنجليزية)